# Südpazifische Zyklonsaison 2011–2012
Die Südpazifische Zyklonsaison 2011–2012 war eine der Zyklonsaisons im Südpazifik mit sehr geringer Aktivität, da sich nur drei Systeme zu tropischen Zyklonen entwickelten. Sie bezeichnet die Periode des Jahres, in der sich im Südpazifik zwischen 160° O und der Datumslinie üblicherweise die meisten tropischen Wirbelstürme bilden. Die Zyklonsaison dauerte offiziell vom 1. November 2011 bis zum 30. April 2012, allerdings zählen zur Saison auch tropische Systeme, wenn sie sich in dem von der World Meteorological Organization für die Südhalbkugel definierten Zyklonjahr zwischen dem 1. Juli 2011 und dem 30. Juni 2012 gebildet haben. Die erste Störung der Saison bildete sich am 13. November 2011, und das letzte System löste sich am 11. April 2012 auf.
Innerhalb des südpazifischen Beckens werden tropische Zyklone vom Regional Specialized Meteorological Center (RSMC) überwacht, mit dessen Aufgaben der Fiji Meteorological Service in Nadi, Fidschi betraut ist und durch ein Tropical Cyclone Warning Center (TCWC) in Wellington, das der Meteorological Service of New Zealand Limited betreibt. Das RSMC Nadi vergibt für alle Systeme, die innerhalb des Südpazifiks entstehen oder in dieses Gebiet ziehen, eine Bezeichnung, die aus der Buchstaben F und einer laufenden zweistelligen Nummer besteht. Das Joint Typhoon Warning Center (JTWC) der Vereinigten Staaten gibt im Südpazifik inoffizielle Sturmwarnungen aus; dabei werden Stürme mit dem Buchstaben P und einer zweistelligen Zahl identifiziert. Die Sturmwarnungen des JTWC richten sich primär an militärische Einrichtungen der Vereinigten Staaten. Das RSMC Nadi und das TCWC Wellington wenden die australische Skala an, der andauernde zehnminütige Windgeschwindigkeiten zugrunde liegen, während das JTWC einminütige Windgeschwindigkeiten und die Saffir-Simpson-Hurrikan-Windskala verwendet.

## Saisonvorhersagen
Im Laufe des Oktobers 2011 gaben sowohl das RSMC Nadi als auch das neuseeländische National Institute of Water and Atmospheric Research (NIWA) Saisonprognosen bekannt, die Vorhersagen darüber umfassten, wie viele tropische Zyklone sich in der bevorstehenden Saison bilden würden. Beide Agenturen erwarteten aufgrund eines schwachen La Niña in der ersten Hälfte der Saison und neutraler Bedingungen in der zweiten Saisonhälfte einen unterdurchschnittlich aktiven Saisonverlauf. Das RSMC Nadi sagte deswegen voraus, das sich 5–8 tropische Zyklone im Becken bilden würden.
Sowohl das RSMC als auch NIWA bewerteten in ihren Prognosen das Risiko des Auftretens eines tropischen Zyklons für die einzelnen Inselgruppen. Beide Institute gingen davon aus, dass ein hohes Risiko für Neukaledonien und Vanuatu bestehe, von einem Zyklon getroffen zu werden, für Fidschi, Tonga und die Cookinseln wurden dieses Risiko als mäßig bis hoch eingeschätzt. Das Risiko für andere Inseln und Inselgruppen, wie Niue, Wallis und Futuna, Samoa, die Salomonen, Tuvalu und Tokelau galt demnach als sehr niedrig bis mäßig. Das RSMC Nadi sagte auch voraus, dass für Vanuatu, Fidschi, Neukaledonien und Tonga ein mäßiges bis hohes Risiko bestehe, von einem schweren tropischen Zyklon getroffen zu werden.

## Stürme

### Tropische Störung 01F
Spät am 13. November meldete das RSMC in Nadi, dass sich innerhalb eines Tiefdrucktroges, etwa 400 km nördlich von Suva eine tropische Störung gebildet hat. Am darauffolgenden Tag zog das System entlang des Troges nach Südosten, bevor die Konvektion, die das System umgab, deutlich zurückging, was auf den Einfluss der beiden Hauptinseln Fidschis zurückzuführen war. Südlich der beiden Inseln angelangt bewegte sich 01F ein paar Tage ostwärts und schwächte sich weiter ab. Früh am 17. November gab das RSMC seine letzten Warnungen zu dem System aus, das sich in ein Tiefdruckgebiet abgeschwächt hatte.

### Tropische Depression 02F
Früh am 28. Dezember meldete das RSMC Nadi die Bildung der Tropischen Störung 02F etwa 140 km südöstlich von Alofi auf Niue. Im Tagesverlauf zog die Störung nach Nord-Nordwesten, in ein Gebiet mit hoher vertikaler Windscherung. Am 30. Dezember intensivierte sich das System in eine tropische Depression. Dann schwächte sich das System wieder zu einer Störung ab, die sich am 1. Januar auflöste.

### Tropische Störung 03F
Am 7. Januar begann das RSMC Nadi mit der Überwachung einer tropischen Störung, die sich etwa 240 km südöstlich von Lifuka, Tonga gebildet hatte. Während der folgenden 24 Stunden bestand diese Störung fort, mit leichter Windscherung südöstlich des Zentrums, doch spät am darauffolgenden Tag meldete das RSMC, dass eine weitere Entwicklung der Störung nicht mehr zu erwarten sei und gab die letzte Warnung zu 03F aus, da im Laufe des Tages die Konvektion im Bereich um das Zentrum nur unregelmäßig bestand.

### Tropische Depression 04F
Am 8. Januar stellte das RSMC Nadi fest, dass sich die Tropische Depression 04F entwickelt hatte, etwa 465 km westlich von Papeete auf der zu Französisch-Polynesien gehörenden Insel Tahiti. 04F wies ein freigestelltes bodennahes Zirkulationszentrum auf und lag östlich einen Tiefdrucktroges und westlich eines starken Konvektionsgebietes. Im Laufe der folgenden 24 Stunden verlagerte sich die Konvektion, die das System umgab, zunehmend weit in den Osten des freigestellten Zentrums, was auf starke Windscherung zurückzuführen war. Deswegen gab das RSMC spät am 9. Januar die letzte Warnung zu 04F aus.

### Tropische Störung 05F
Spät am 8. Januar meldete das RSMC Nadi, dass sich die Tropische Störung 05F innerhalb eines tropischen Tiefdrucktroges etwa 460 km südöstlich von Apia, Samoa entwickele. Während der folgenden Tage entwickelte sich die Störung nicht weiter, sodass das RSMC Nadi am 10. Januar die letzte Warnung zu dem System ausgab.

### Tropische Depression 06F
Das RSMC Nadi meldete am 19. Januar, dass sich südlich von Fidschi eine tropische Störung gebildet hatte. Diese intensivierte sich einen Tag später zu einer tropischen Depression, löste sich jedoch am 25. Januar auf, sodass das RSMC die letzte Warnung zu dem System ausgab.

### Tropische Depression 07F
Das RSMC Nadi meldete am 26. Januar die Bildung einer tropischen Störung in der Nähe von Vanuatu. Diese intensivierte sich am 29. Januar in eine tropische Depression. Am 1. Februar erschien die Depression rasch disorganisiert, weil der Übergang in ein nichttropisches System einsetzte, und das RMSC gab die letzte Nadi Warnung zu 07F aus. Am 2. Februar vervollständigte das System die außertropische Transition.

### Tropische Depression 08F
Am 25. Januar bildete sich in der Nähe von Fidschi eine tropische Depression, die sich am 28. Januar auflöste.

### Tropische Depression 09F
Das RSMC stellte am 30. Januar die Bildung einer tropischen Depression etwa 250 km nordöstlich von Port Vila in Vanuatu fest, doch nahm die Organisation des Systems rapide ab, sodass die Meteorologen am 31. Januar die letzte Warnung zu 09F veröffentlichte.

### Tropische Depression 10F
Am 2. Februar meldete das RSMC Nadi, dass sich östlich von Neukaledonien eine tropische Depression gebildet habe, doch schwächte sich das System spät am 6. Februar so weit ab, dass es nicht mehr als tropische Störung klassifiziert wurde, sodass das RSMC die letzte Warnung zu dem System veröffentlichte.

### Tropischer Zyklon Cyril
Am 5. Februar meldete das RSMC Nadi, dass sich östlich von Fidschi eine tropische Depression gebildet habe. Am 6. Februar intensivierte sich das System weiter, sodass vom JTWC zunächst ein Tropical Cyclone Forming Alert ausgegeben wurde und das System nach einigen Stunden als tropischer Sturm mit der Kennzeichnung 11P eingestuft wurde. Das RSMC Nadi vergab den Namen Cyril. Das System war somit das erste vom Fiji Meteorological Service benannte System der Saison. Cyril zog in südöstlicher Richtung und gewann weiter an Kraft und erreichte die Kategorie 2 nach der australischen Zyklonskala. Spät am 7. Februar schwächte sich Cyril wieder in die Kategorie 1 ab und wanderte in den Zuständigkeitsbereich des TCWCs in Wellington, sodass das RSMC Nadi die letzte Warnung zu Zyklon Cyril ausgab. Das System verlor jedoch an Kraft, und nachdem sich das System unter die Schwelle einer tropischen Störung abgeschwächt hatte, gab das TCWC Wellington spät am 8. Februar die letzte Warnung zu Cyril aus.

### Schwerer Tropischer Zyklon Jasmine
Am 6. Februar zog der sich rasch in einen schweren tropischen Zyklon intensivierende Zyklon Jasmine in den Verantwortungsbereich des RSMC Nadi und zeigte dabei Eigenschaften eines annularen Systems.
Das System zog zwischen Neukaledonien und Efate hindurch. Einige kleinere zu Neukaledonien und Vanuatu gehörende Inseln erfuhren deswegen am 8. Februar starken Wind und Starkregen, darunter die Insel Anatom. Das System zog am 8. Februar weiter nach Südosten und intensivierte sich in einen Zyklon äquivalent zur Kategorie 4 der Saffir-Simpson-Hurrikan-Windskala. Am 9. Februar begann Jasmines Abschwächung, weil der Zyklon eine zyklische Eyewall-Neubildung begann. Jasmine gelangte spät an diesem Tag in den Verantwortungsbereich des TCWC Wellington, wo der Abschwächungstrend anhielt. Nach der Eyewall-Neubildung begann Jasmine spät am 10. Februar mit einem größeren Auge, dessen Durchmesser etwa 75 km betrug, erneut an Kraft zu gewinnen. Diese Intensivierungsphase hielt jedoch nicht lange an. Einige Tage später drängte ein Hochdruckgebiet südlich des Zyklons Jasmine nach Osten. Spät am 11. Februar schwächte sich Jasmine in einen Kategorie-1-Zyklon ab und wandte sich nach Nordosten. Früh am 12. Februar gelangte der Zyklon zurück in den Verantwortungsbereich des RSMCs in Nadi, sodass der Fiji Meteorological Service die Ausgabe von Warnungen wieder aufnahm. Zwei Tage später zog das System weiter nach Norden, und Jasmine erzeugte auf den zu Tonga gehörenden Inseln Tongatapu und Nukuʻalofa Sturmböen, Starkregen und Überflutungen. An diesem Tag begann Zyklon Jasmine mit der Ausführung einer Schleife. Das System zog zunächst nach Westen und dann nach Süden, bevor es nach Südosten schwenkte und dieser Richtung folgte, bis es sich auflöste. Spät am 16. Februar schwächte sich Jasmine aufgrund starker Windscherung in eine tropische Störung ab und ging schon kurz darauf in ein außertropisches System über. Das RSMC Nadi gab deswegen seine letzte Warnung zu Jasmine aus. Das TCWC Wellington führte das System noch einige Tage in südöstlicher Richtung als tropisch weiter, doch löste sich das Resttief am 19. Februar auf.

### Tropische Depression 13F
Früh am 14. Februar meldete das RSMC Nadi die Bildung der Tropischen Depression 13F in einem Gebiet mit geringer vertikaler Windscherung, etwa 850 km nordwestlich von Nouméa auf Neukaledonien. Das System zog den Tag über in ostsüdöstlicher Richtung, bevor es am nächsten Tag die Richtung änderte und langsam nach West-Südwesten wanderte. Die Meteorologen des Fiji Meteorological Service gaben am 17. Februar die letzte Warnung zu dem System aus, da eine Entwicklung in einen tropischen Sturm nicht weiter zu erwarten war und es sich in den Verantwortungsbereich des TCWC in Brisbane in der australischen Zyklonregion entfernt hatte.

### Tropische Depression 20F
Am 9. April meldete das RSMC Nadi, dass sich in Nähe von Neukaledonien die Tropische Störung 20F gebildet hat. Das System zog nach Südosten und begann sich zu vertiefen, als es über Neukaledonien hinwegzog. Am 10. April stellte das RSMC fest, dass 20F sich in eine tropische Depression intensiviert hat. Später an diesem Tag erreichte 20F bereits seinen Höhepunkt. Am 11. April drehte das System auf eine südwestliche Zugbahn und ließ das französische Überseegebiet hinter sich. Dann wandte sich das System ostwärts und begann sich abzuschwächen, weil mäßige Windscherung die Konvektion des Systems östlich des Zentrums versetzte. Das Tiefdruckgebiet bewegte sich weiter nach Osten, und die Windscherung erodierte den größten Teil der Konvektion des Systems hinweg. Spät am 11. April gab das RSMC in Nadi deswegen seine letzte Warnung zu dem sich auflösenden System aus.

## Sturmnamen
Wenn sich innerhalb des Südpazifiks eine tropische Depression soweit verstärkt hat, dass die andauernden zehnminütigen Windgeschwindigkeiten mindestens 65 km/h betragen und diese Windgeschwindigkeiten das Zentrum mindestens zur Hälfte umgeben, werden diesen Stürmen Namen gegeben. Intensivieren sich diese Stürme zwischen dem Äquator und 25° S und dabei zwischen 160° O und 120° W, so werden diese vom Regional Specialized Meteorological Center in Nadi (RSMC Nadi) benannt. Intensiviert sich das System südlich von 25 °S, so vergibt den Namen in Absprache mit dem RSMC Nadi das Tropical Cyclone Warning Center (TCWC Wellington) in Wellington, Neuseeland. Der erste in der Saison 2011–2012 vergebene Name war Cyril. Systeme, die aus dem Basin in die australische Region wechseln oder von dort herüberziehen, behalten ihren ursprünglichen Namen. Dies betraf in der Saison 2011–2012 den schweren tropischen Zyklon Jasmine. Die weiteren benannten Stürme hießen Cyril und Daphne.